# Utetes ussuriensis
Utetes ussuriensis är en stekelart som först beskrevs av Vladimir Ivanovich Tobias 1977.  Utetes ussuriensis ingår i släktet Utetes och familjen bracksteklar. Inga underarter finns listade i Catalogue of Life.